# Organisation des pays exportateurs de riz
L' Organisation des pays exportateurs de riz (OPER), en anglais Organisation of Rice Exporting Countries (OREC), est le nom d'un projet d'organisation avec le but d'instituer un cartel de riz. 

## Membres
Les membres seraient les pays suivants, en date de 2008:
- Thaïlande
- Cambodge
- Vietnam
- Laos
- Birmanie